# Weselna gorączka
Weselna gorączka (ang. Wedding Daze, znany również jako The Pleasure of Your Company oraz The Next Girl I See) – amerykańska komedia romantyczna z 2006 roku oparty na scenariuszu i reżyserii Michaela Iana Blacka. Wyprodukowany przez Metro-Goldwyn-Mayer Pictures i GreenStreet Films.
Premiera filmu miała miejsce 10 września 2006 roku w Stanach Zjednoczonych.

## Opis fabuły
Porzucony przez dziewczynę Anderson (Jason Biggs) sądzi, że już nigdy się nie zakocha. Wtedy poznaje niezadowoloną ze swojego życia kelnerkę Katie (Isla Fisher). Podpuszczony przez przyjaciela Anderson spontanicznie oświadcza się jej. Katie nieoczekiwanie zgadza się go poślubić.

## Obsada
Źródło: Filmweb
- Heather Goldenhersh jako Jane
- Roger Robinson jako doktor Fabreau
- Isla Fisher jako Katie
- Jason Biggs jako Anderson
- Edward Herrmann jako Lyle
- Joanna Gleason jako Lois
- Chris Diamantopoulos jako William
- Joe Pantoliano jako Smitty
- Ebon Moss-Bachrach jako matador
- Margo Martindale jako Betsy
- Michael Weston jako Ted
- Audra Blaser jako Vanessa
- Rob Corddry jako Kyle